# 팔점날개매미충

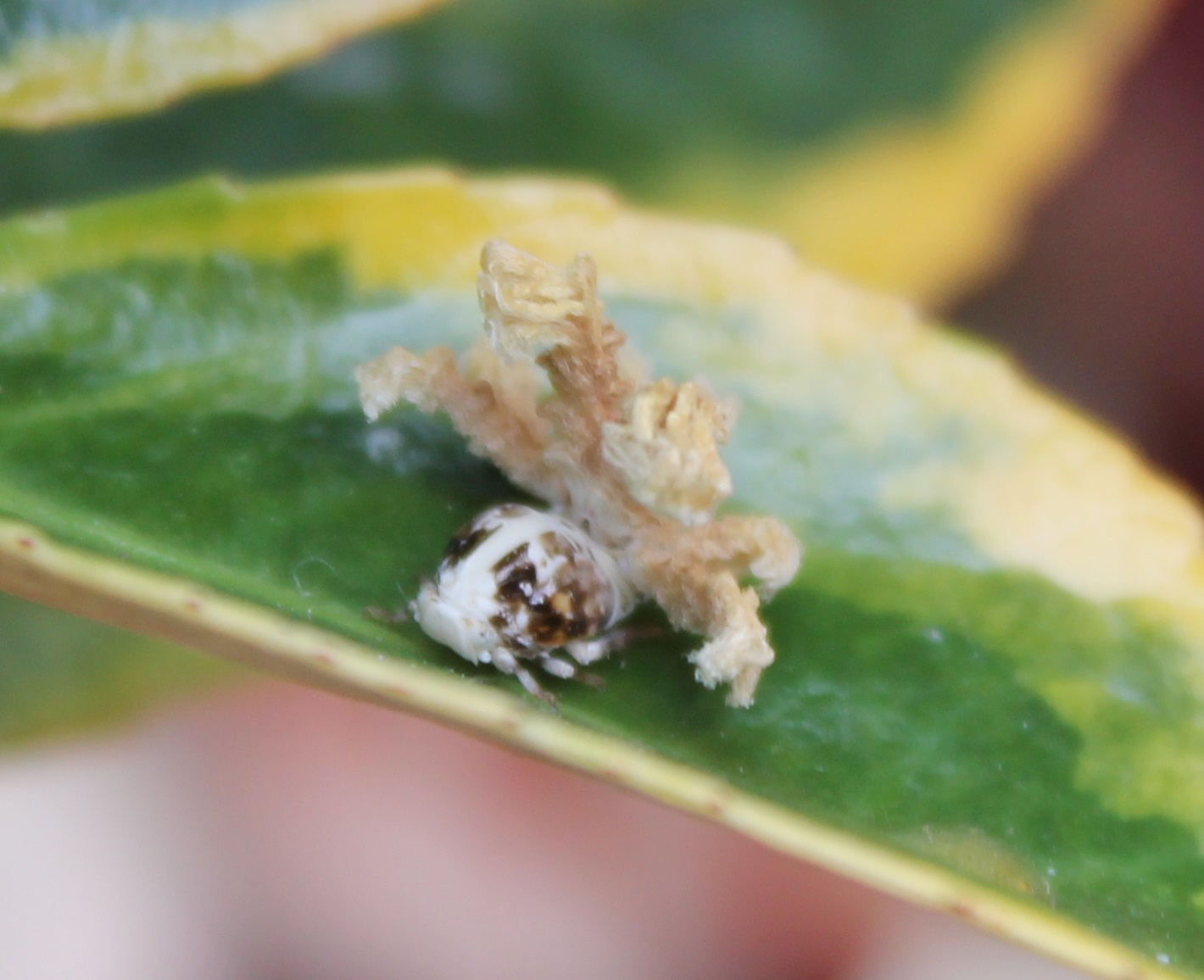
팔점날개매미충 애벌레

팔점날개매미충은 노린재목 큰날개매미충과의 곤충이다.

## 특징
팔점날개매미충의 날개 길이는 약 8mm~15mm이다. 이 매미충은 중앙에 물결 모양의 무늬가 있다. 수컷의 복부 끝 부분은 뾰쪽한 반면, 암컷의 복부 끝 부분은 둥글다. 애벌레는 복부에 검은 반점이 있다.

## 생태
이 곤충은 기주 식물의 잎에서 빨아들이는 수액을 먹이로 한다. 알은 봄에 부화를 기다리는 나뭇가지의 껍질에서 겨울을 난다.

## 참조
1. ↑  생활 백과사전

## 같이 보기
- 갈색날개매미충
- 미국선녀벌레